# Trận rừng Hürtgen
Trận rừng Hürtgen (tiếng Đức: Schlacht im Hürtgenwald) là tên gọi hàng loạt những trận đánh khốc liệt giữa quân đội Hoa Kỳ và quân đội Đức trong cuộc Chiến tranh thế giới thứ hai tại khu rừng Hürtgen, đã trở thành trận chiến dai dẳng nhất trên lãnh thổ Đức trong Chiến tranh thế giới thứ hai, và là một trận đánh lâu dài nhất mà quân đội Hoa Kỳ đã từng chiến đấu. Diễn ra trên Mặt trận phía Tây của cuộc chiến tranh, các trận đánh này đã kéo dài từ ngày 19 tháng 9 năm 1944 cho đến ngày 10 tháng 2 năm 1945, chỉ cách biên giới Đức - Bỉ hơn 50 dặm vuông Anh (130 km2) về hướng Đông.
Mục tiêu ban đầu của các cấp chỉ huy Hoa Kỳ là giam chân quân đội Đức trong khu vực này để ngăn ngừa họ tăng viện cho các tiền tuyến về cực bắc trong trận Aachen, nơi quân lực Đồng Minh đang chiến đấu trong một cuộc chiến tranh chiến hào giữa một chuỗi các thị trấn và làng được bố phòng gắn liền với các công sự chiến trường, bẫy xe tăng và bãi mìn. Một mục tiêu thứ hai có lẽ là để bọc sườn tiền tuyến của quân Đức. Những ý định ban đầu của người Mỹ là chiếm giữ và "dọn sạch" Monschau. Khối Đồng Minh mong muốn tiến đánh sông Rur như là một phần của Chiến dịch Queen trong giai đoạn thứ hai. Thống chế Đức (Generalfeldmarshall) Walter Model đã dự định sẽ đẩy cuộc công kích của quân Đồng Minh vào tình trạng bế tắc. Trong khi ông ít can thiệp vào các vận động ngày qua ngày của các đơn vị hơn tại Arnhem, ông vẫn luôn luôn nắm bắt tình hình, cản bước tiến của quân Đồng Minh, gây cho đối phương thiệt hại nặng nề và nắm vững lợi thế từ hệ thống công sự mà người Đức gọi là Trường thành phía Tây (Westwall), được khối Đồng Minh biết nhiều hơn với cái tên "Tuyến phòng thủ Siegfried".
Trong trận rừng Hürtgen, Tập đoàn quân thứ nhất của Mỹ đã chịu thiệt hại ít nhất là 33.000 người chết và bị tàn phế (trong đó có cả người trực tiếp tham chiến lẫn người không trực tiếp tham chiến), trong khi quân Đức bị thiệt hại 28.000 người. Aachen cuối cùng đã thất thủ vào ngày 22 tháng 10, cũng với cái giá đắt cho Tập đoàn quân thứ 9 của Mỹ. Cuộc thọc sâu của Tập đoàn quân thứ 9 vào sông Rur (Roer - con sông nằm ở hướng Đông khu rừng) cũng không thành công hơn, và quân Mỹ đã không thể vượt sông Rur hoặc là giành lấy các đập của sông này từ tay quân Đức. Sau này (từ ngày 14 cho đến ngày 26 tháng 1 năm 1945), tam giác Roer đã bị xóa sổ trong Chiến dịch Blackcock.
Cái giá đắt của trận Hürtgen đã khiến cho nó từng được gọi là "thất bại mang tầm trọng đại nhất" của quân Đồng Minh, với công trạng đặc biệt được gán cho Model.:391
Quân đội Đức đã phòng ngự quyết liệt tại khu vực này vì hai lý do: nó là bàn đạp cho họ thực hiện Chiến dịch tấn công Ardennes vốn đang được chuẩn bị, và dãy núi ngự trị con đường tới đập Schwammenauel tại đầu nguồn hồ Rur (Rurstausee). Nếu đập Schwammenauel bị quân Đức phá vỡ, quân Đồng Minh sẽ bị mắc kẹt giữa sông Rur và sông Rhine, do nước sẽ ngập trên những đoạn đường tiếp tế của họ. Phe Đồng Minh chỉ có thể nhận ra điều này sau một vài thất bại nặng nề của họ, và quân đội Đức đã có thể cầm cự tại khu vực này cho đến khi họ phát động chiến dịch tấn công cuối cùng của mình trên Mặt trận phía Tây vào vùng núi Ardennes.